# Nir Elijjahu
Nir Elijjahu (hebr. ניר אליהו) – kibuc położony w samorządzie regionu Derom ha-Szaron, w Dystrykcie Centralnym, w Izraelu.
Leży na równinie Szaron, w otoczeniu miast Kefar Sawa i Tira, moszawu Cofit, kibuców Ramat ha-Kowesz i Ejal, oraz wioski Bet Berl. Na wschód od kibucu przebiega granica terytoriów Autonomii Palestyńskiej, która jest strzeżona przez mur bezpieczeństwa. Po stronie palestyńskiej znajduje się miasto Kalkilja.
Członek Ruchu Kibuców (Ha-Tenu’a ha-Kibbucit).

## Historia
Kibuc został założony w 1950. Nazwano go na cześć jednego z twórców Hagany, Elijjahu Golomba.

## Kultura i sport
W kibucu jest ośrodek kultury, korty tenisowe oraz basen pływacki.

## Gospodarka
Gospodarka kibucu opiera się na rolnictwie. Znajduje się tutaj zakład wyrobów plastikowych Plastnir, który specjalizuje się w produkcji materiałów do laminowania oraz trwałych opakowań.

## Ciekawostki
W 2005 w kibucach Nir Elijjahu i Ruchama nakręcono film „Sweet Mud” (hebr. אדמה משוגעת, Adama Meshugat).

## Komunikacja
Na wschód od kibucu przebiega autostrada nr 6, brak jednak możliwości bezpośredniego wjazdu na nią. Z kibucu wyjeżdża się na zachód drogą nr 5503, którą dojeżdża się do wioski Bet Berl oraz drogi nr 554 . Ze strefy przemysłowej można również wyjechać na wschód na drogę nr 5504, którą jadąc na północ dojeżdża się do drogi nr 551  i węzła drogowego z autostradą nr 6, lub jadąc na południe dojeżdża się do drogi ekspresowej nr 55  (Kefar Sawa-Nablus).